# Фішер Давид Федорович
Давид Федорович Фішер (нар. 7 вересня 1928, Одеса) — український скульптор; член Спілки радянських художників України.

## Біографія
Народився 7 вересня 1928 року в місті Одесі (нині Україна). Протягом 1948—1949 років навчався в Одеському художньому училищі, де був учнем Антона Чубіна.
Жив в Одесі, в будинку на вулиці Ярославського, № 56, квартира 4.

## Творчість
Працював в галузі станкової та монументальної скульптури. Серед робіт:
скульптура
- «Володимир Ленін» (1960);
- «Тарас Шевченко» (1963);
- композиція «На етапі» (1964);

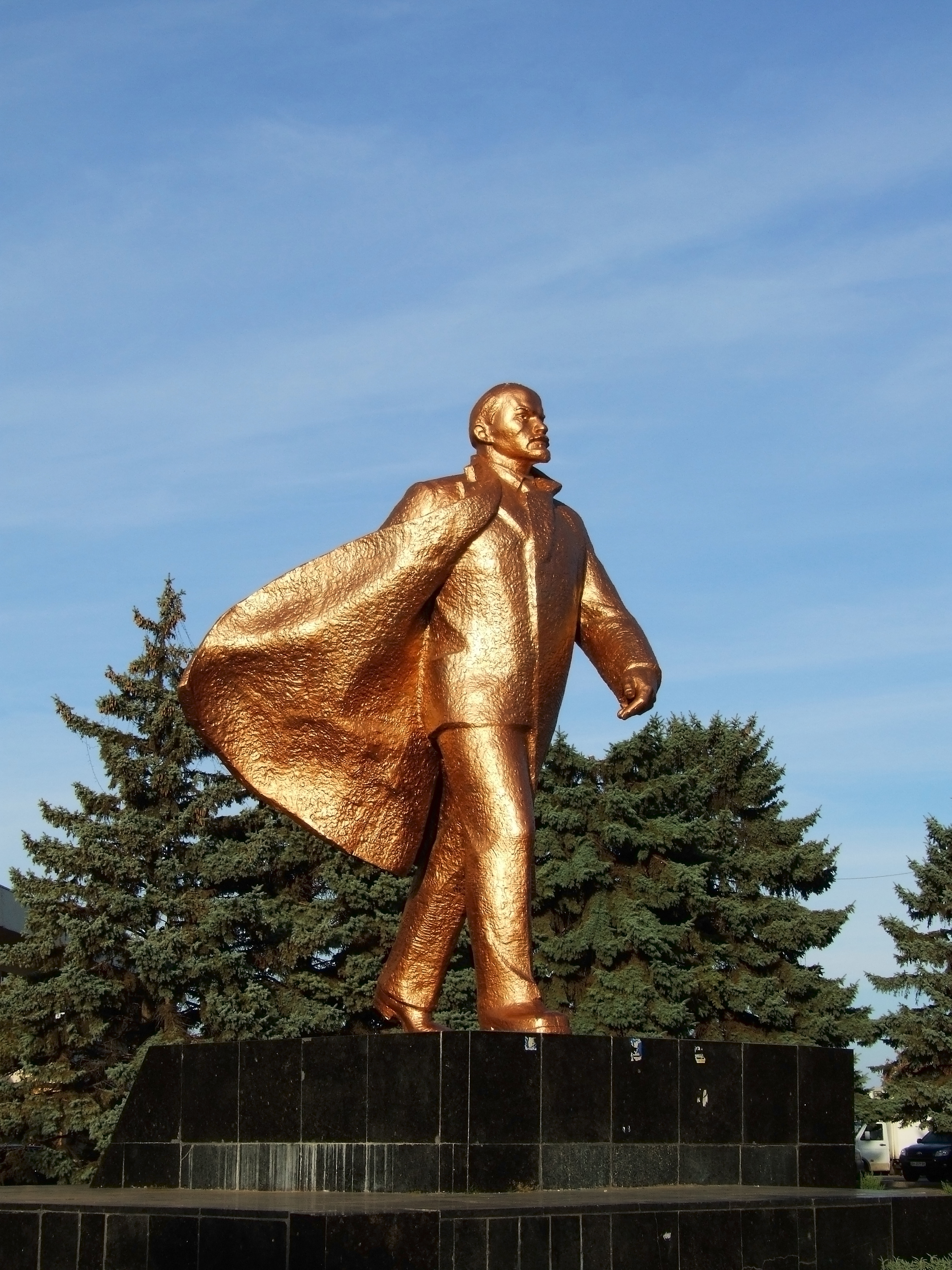
Пам'ятник Володимиру Леніну в Іллічівську.

- «Григорій Котовський» (1964, мармур, дерево);
- «Комнезам» (1967, гіпс тонований);
- «Портрет Че Гевари» (1969, оргскло);
- «Володимир Ленін» (1969, оргскло);
- «Микола Щорс» (1969, кована мідь);

Автор пам'ятника Володимиру Леніну в місті Іллічівську  (1970, бронза, граніт; у співавторстві з Фелією Фальчук, Федором Чувакіним, архітектор В. Голод).
Брав участь у республіканських виставках з 1960 року.